# Iglesia de San Miguel (Cardona)
La iglesia de San Miguel es una notable construcción gótica situada en el núcleo antiguo de la villa del mismo nombre, perteneciente a la comarca catalana del Bages. Es la iglesia parroquial de Cardona.

## Historia
La iglesia tiene su origen en época románica, concretamente en el siglo XI. Entonces dependía de la canónica de San Vicente. Se encuentra mencionada desde el 1013.
En el transcurso del siglo XIV se rehízo el edificio (probablemente la obra ya había comenzado en el siglo anterior), levantando una nueva construcción en estilo gótico, de nave única y capillas laterales entre los contrafuertes. Esta nueva construcción se terminó y consagró en 1397. Más adelante, ya en el siglo XVI se añadió una cripta, donde se veneraban las reliquias de los santos mártires Celdonio y Ermenter.

## Edificio
Se trata de una iglesia de una nave central y dos laterales, con tres tramos y un ábside poligonal. Al sur hay una puerta y al lado norte una segunda puerta gótica, con arquivoltas y decoración bastante desgastada. En el interior, son también interesantes las claves de bóveda decoradas con policromía.

## Mobiliario

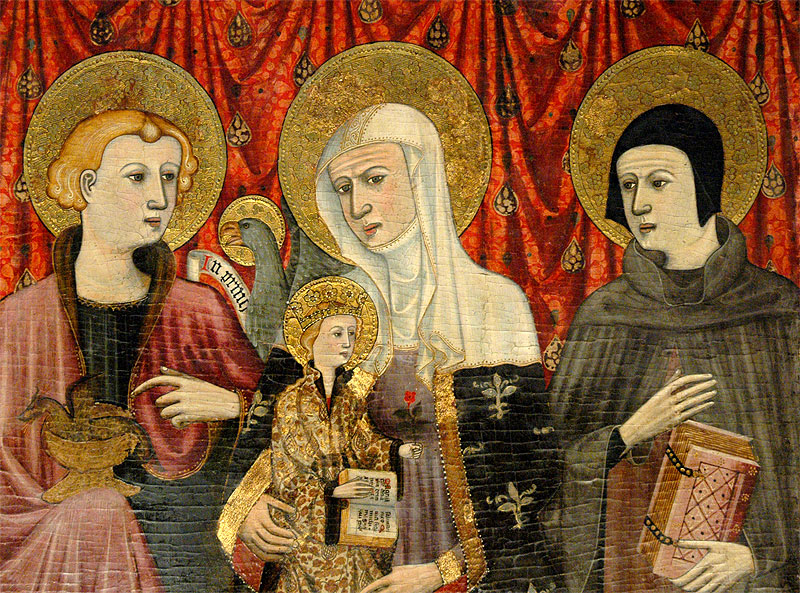
Retablo de Santa Ana

Buena parte del valioso mobiliario se perdió en el transcurso de los siglos pero todavía se pueden ver algunas obras de interés. En su interior se conserva una pila bautismal del siglo XV.
El retablo de Santa Ana, la Virgen y san Amador. Se trata de un Políptico de tres calles, obra de Pere Vall. La tabla central está ocupada por la imagen de santa Ana con la Virgen entre san Juan Bautista y san Amador con el donante.

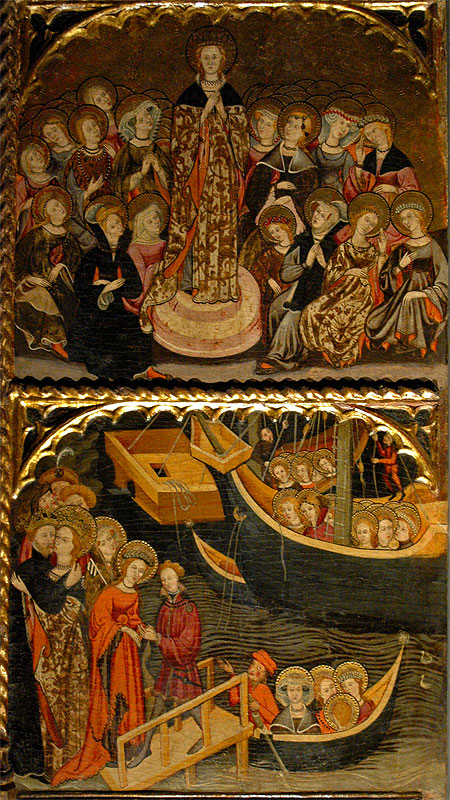
Tablas del Retablo de Santa Úrsula

Además de Pere Vall, aquí trabajó en este retablo el «Maestro de las figuras anémicas». De este pintor son las tablas laterales que actualmente acompañan el compartimento central del Retablo del Espíritu Santo (de Pere Vall). Corresponden a diversas escenas pertenecientes al Retablo de Santa Úrsula, obra desmembrada de la que se conservan más elementos en otras localizaciones.

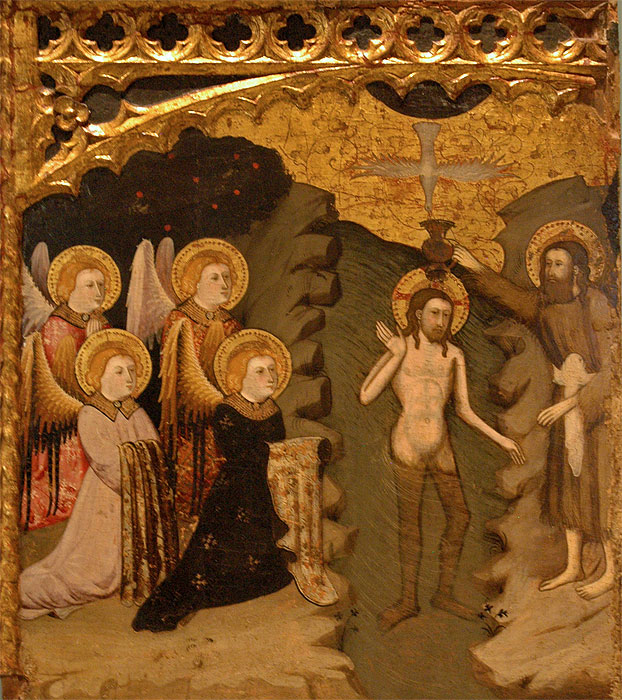
El Bautismo de Cristo, en el Museo Diocesano y Comarcal de Solsona

La mesa central, junto con dos plafones que se conservan en el Museo Diocesano y Comarcal de Solsona forman parte de un retablo dedicado al Espíritu Santo. La tabla central representa el Pentecostés y las otras la escena del Bautismo de Cristo y la Anunciación. El retablo es obra del pintor Pere Vall y cronológicamente, habría que situarlo a principios del siglo XV.
Se venera la imagen de la Virgen del Patrocinio. Una obra gótica, que se dañó gravemente durante la guerra civil española del año 1936 y después se restauró. Hay dos versiones sobre su origen: una que su autor es un maestro de Toulouse, que trabajó en Cardona, la segunda nos dice que se importó desde Marsella (habría estado situada en el Portal Nuevo de aquella ciudad) y que se instaló en San Miguel en 1423.
En el Museo Diocesano y Comarcal de Solsona se conservan fragmentos importantes de la decoración mural del segundo cuarto del siglo XIV. De autor desconocido. Se representa una Crucifixión y escenas de la vida de san Esteban.
En el Museo Nacional de Arte de Cataluña de Barcelona se conserva una tabla del desaparecido Retablo de San Pedro, procedente de esta iglesia y también obra de Pere Vall, datado en el 1403.
El Retablo de San Blas de 1408, obra de Pere Vall, se conserva en una colección particular.

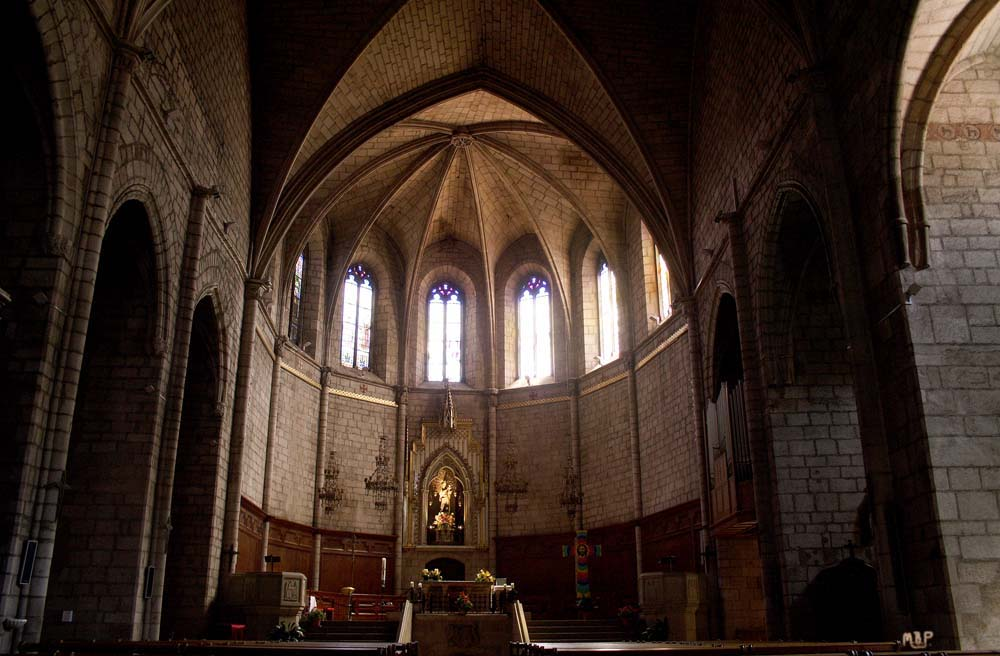
Interior de la iglesia.
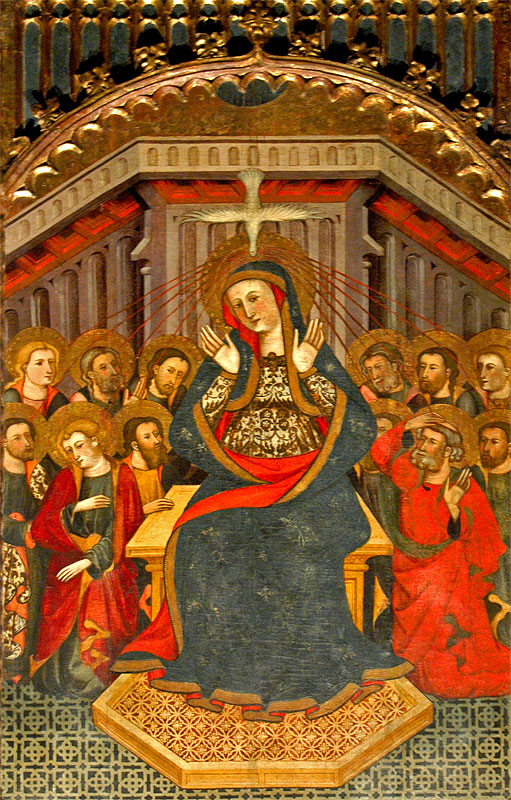
Retablo del Espíritu Santo. Tabla central conservada en la iglesia.
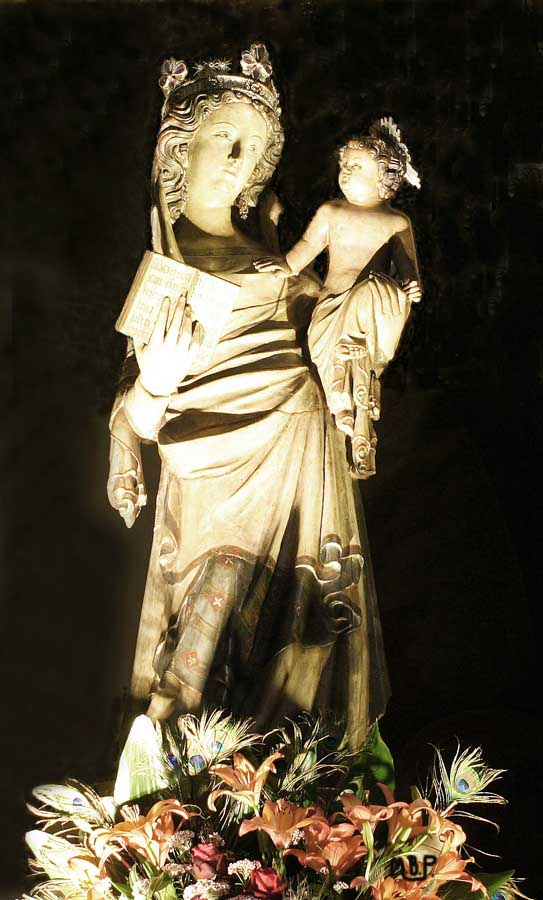
La Virgen del Patrocinio.
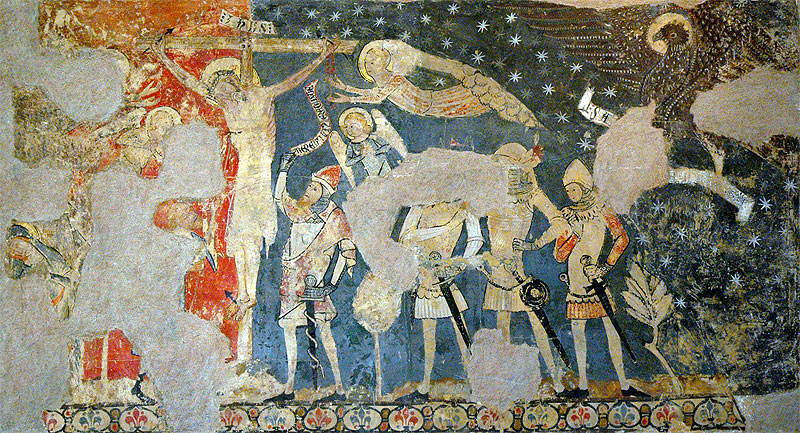
Mural de la Crucifixión, en el Museo Diocesano de Solsona.